# Jean de Maleplane
Jean de Maleplane (polno ime Gabriel Paul Marie Jean Veyrier de Maleplane), francoski dirkač, * 12. maj 1907, Venette, Francija, † 22. september 1978, Lyon, Francija.
Jean de Maleplane je na dirkah za Veliko nagrado prvič nastopil v sezoni 1927, ko na dirki za Veliko nagrado Provanse z dirkalnikom Buc AB6 zaradi okvare ni štartal. Prvo vidnejšo uvrstitev je dosegel v naslednji sezoni 1928, ko je na dirki za Veliko nagrado Boulogna osvojil šesto mesto, v sezoni 1929, od katere je dirkal z novim dirkalnikom Bugatti T35C, pa je dosegel še četrto mesto na dirki za Veliko nagrado Dieppa in šesto mesto na dirki za Veliko nagrado Španije. V sezoni 1930 pa je dosegel svoj največji uspeh kariere, zmago na dirki za Veliko nagrado Orana. Zadnja uvrstitev na stopničke mu je uspela v naslednji sezoni 1931, ko je bil tretji na dirki za Veliko nagrado Casablance, kjer sta ga premagala le Stanislas Czaykowski in Philippe Etançelin, zadnjič pa je nastopil na dirki Grand Prix de Pau v sezoni 1933, ko je z dirkalnikom Maserati 26M zasedel sedmo mesto.